# Aachtopf
Koordinaten: 47° 50′ 47,2″ N, 8° 51′ 28,4″ O
Der Aachtopf, auch Aachquelle, bei Aach in Baden-Württemberg ist die wasserreichste Karstquelle Deutschlands. Aus der Quelle entspringt die Radolfzeller Aach (auch Hegauer Aach), die nach 32 km bei Radolfzell in den Bodensee mündet. Das in der Quelle zutage tretende Wasser stammt überwiegend aus der Donauversinkung. Zum Aachtopf führt ein System von Karstwassergerinnen, von denen zwei Teilabschnitte – die Aachhöhle und die Donauhöhle (auch als Schwarze Donau bezeichnet) – erforscht sind.

## Geographie

### Quelltopf
Der Aachtopf liegt im Osten von Aach, einer kleinen Stadt im Hegau, am Nordhang des Eisrandtals von Aach nach Eigeltingen. Das Tal entstand vor rund 16.000 bis 18.000 Jahren beim Abschmelzen des Rheingletschers am Ende der letzten Eiszeit; seitdem liegt die Karstquelle an diesem Ort.
Der Quelltopf ist rund 80 Meter lang und bis zu 30 Meter breit. Der Wasserspiegel liegt auf 476 m ü. NHN; er wurde zur Energiegewinnung um rund 2 Meter aufgestaut, was aufwändige Abdichtungsarbeiten an angrenzenden Gebäuden notwendig machte. Die Quelle ist umgeben von einer parkartigen Anlage; die Ufer sind vollständig befestigt; kleine Felspartien im Norden sind meist von Efeu überrankt. Am Boden des Quelltopfs wächst abseits der Wasseraustritte ein dichter Rasen des Haken-Wassersterns aus der Gattung der Wassersterne. Im Südwesten des Quelltopfs liegen die beiden Abflüsse: Nach links die Radolfzeller Aach, nach rechts der Kanal zum oberen der beiden Wasserkraftwerke in Aach.
Der Aachtopf ist als Geotop ausgewiesen und seit Oktober 1939 als Naturdenkmal geschützt.
Die Hauptquelle sind zwei in Nord-Süd-Richtung verlaufende, 1 bis 2 Meter breite Spalten im Norden des Quelltopfs. Bei niedriger Schüttung und klarem Wasser können die Spalten vom dortigen Steg aus beobachtet werden. Zudem stößt Wasser aus etlichen Nebenquellen auf, die zum Teil im Quelltopf, zum Teil am anschließenden, gut 1 Kilometer langen Teilstück der Radolfzeller Aach liegen.

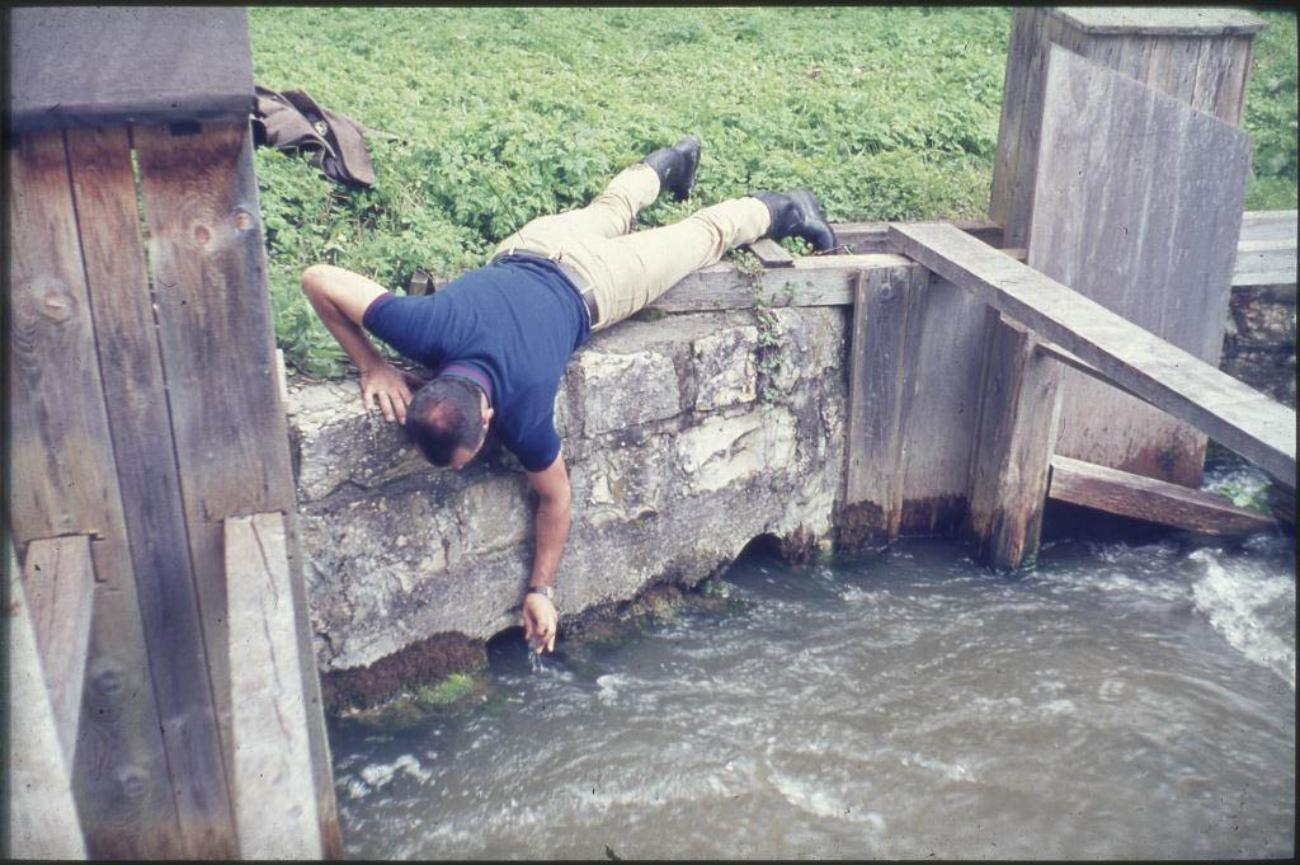
Entnahme einer Wasserprobe an einer Nebenquelle des Aachtopfs beim Markierungsversuch 1971 (Foto: Werner Käß)

Zu den bemerkenswerten Nebenquellen gehört der Waller, rund 50 Meter unterhalb der Hauptquelle im Quelltopf gelegen, aus dem zeitweise sprudelnd Wasser austritt. Rund 10 Meter westlich der Hauptquelle liegt eine Estavelle, in der bei niedriger Schüttung Wasser versinkt, bei hoher Schüttung hingegen Wasser austritt. Ein 1971 bei Niedrigwasser durchgeführter Markierungsversuch ergab, dass das dort versinkende Wasser zum Großteil in talwärts gelegenen Nebenquellen wieder zutage tritt, jedoch nur ein kleiner Teil der Gesamtschüttung dieser Quellen ist. Neben dem oberirdischen Abfluss fließt Wasser im bis zu 17 Meter mächtigen Talkies ab, wobei bei niedrigen Schüttungen der Grundwasserspiegel deutlich unter dem Wasserspiegel des Flusses liegt.

### Aachhöhle
Die an den Hauptaustritt im Aachtopf anschließende Aachhöhle ist von Höhlentauchern erkundet worden. Ein erster Tauchvorstoß 1886 gelangte bis zu einer Düse in 12 Metern Tiefe, an der die Strömung so heftig war, dass ein Fortkommen nicht möglich war. 1962 erkundete Jochen Hasenmayer die Höhle auf einer Länge von 110 Metern; 1969 gelangte er rund 500 Meter weit nach Norden. Höhlentauchen ist nur bei geringer Schüttung des Aachtopfs möglich; trübes Wasser und Abzweigungen machen das Tauchen gefährlich.
Von den Quellspalten geht es zunächst 17 Meter in die Tiefe, der Hauptgang hat eine Breite von 1 bis 3 Meter und eine Höhe von 3 bis 6 Meter. Ein Parallelgang führt ebenfalls nach Norden. Zudem existieren Abzweigungen nach Süden, die als Hinweis gelten, dass sich das Karstwassersystem früher nach Süden fortsetzte. Der Geologe Albert Schreiner geht davon aus, dass sich die Karstquelle vor der letzten Eiszeit rund 2 Kilometer weiter südlich bei Volkertshausen befand und von pleistozänen Sedimenten überdeckt wurde. Der heutige Aachtopf entstand als „Notausgang“, als das Schmelzwasser des Rheingletschers das Eisrandtal erodierte, so Schreiner. 1971 fand Jochen Hasenmayer in 17 Meter Tiefe Sinterbecken und Tropfsteinreste, die nur in einer lufterfüllten Höhle entstanden sein können. Die Funde sprechen ebenfalls dafür, dass die Karstquelle früher tiefer und weiter südlich lag.
Im Norden endet die Aachhöhle nach rund 500 Metern an einer Versturzmasse. Sie gehört zur Tiefen Grube, einer Doppeldoline mit jeweils etwa 40 Meter Durchmesser und rund 20 Meter Tiefe. Auf der Suche nach einer Fortsetzung der Aachhöhle grub eine Höhlenforschungsgruppe ab 1990 im Norden der Tiefen Grube einen Schacht. Im November 2003 fand man in über 100 Meter Tiefe die Donauhöhle, von der nach Angaben von 2024 rund 950 Meter bekannt sind.
2015 wurden in der Aachhöhle die ersten Höhlenfische Europas, eine Population der Bachschmerle, entdeckt. Die Tiere sind in Anpassung an das lichtlose Höhlengewässer pigmentlos und haben zurückgebildete Augen.

## Donau-Aach-System

### Herkunft des Wassers

#### Donauversinkung

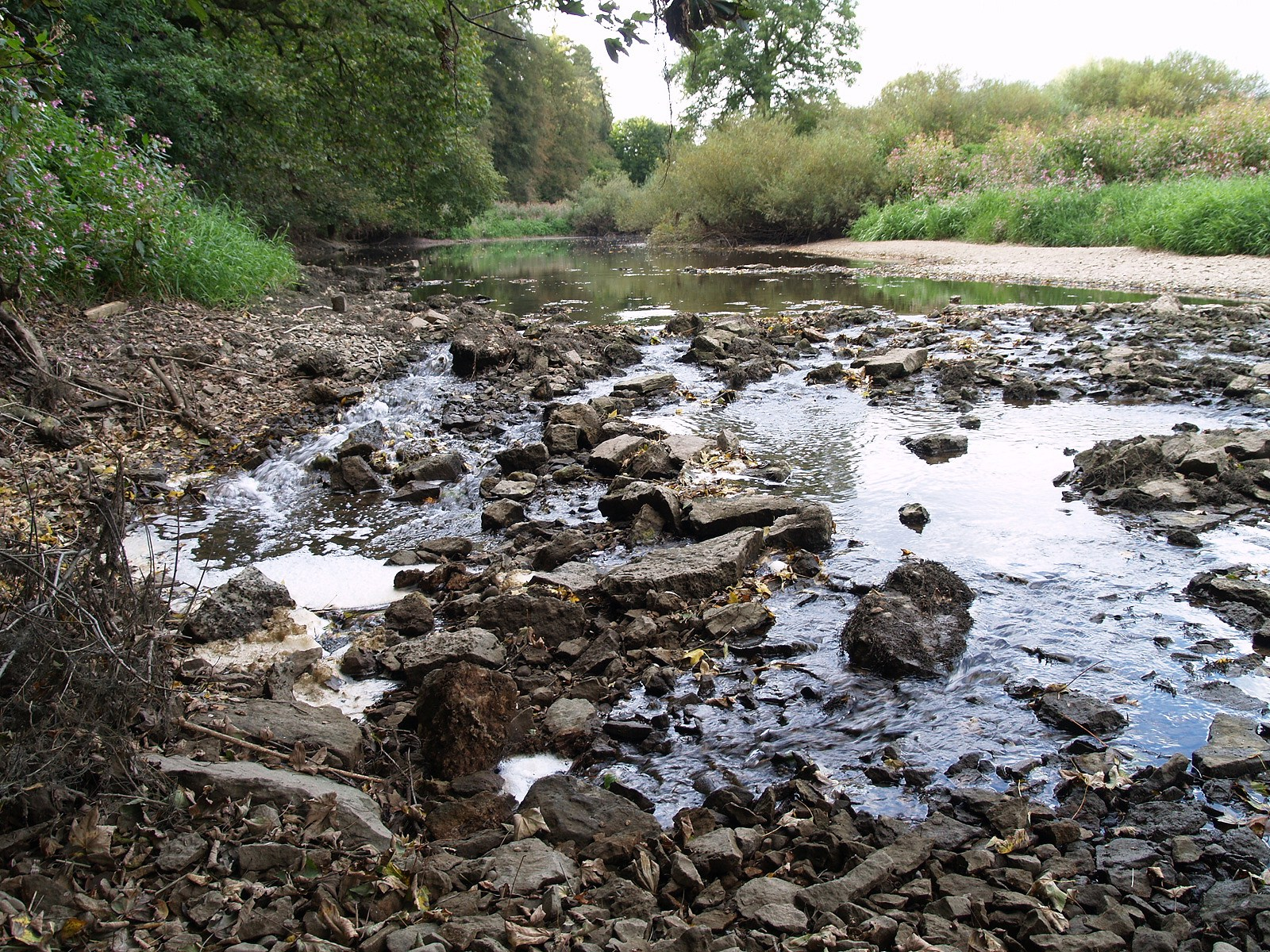
Schluckloch der Donauversinkung am Brühl bei Immendingen

Rund zwei Drittel des im Aachtopf zutage tretenden Wassers stammt aus der Donauversinkung zwischen Immendingen und Fridingen. An drei Stellen liegen Schlucklöcher mit wahrnehmbaren Versinkungen:
- bei Immendingen oberhalb eines Wehrs, 13,5 Kilometer vom Aachtopf entfernt
- die Hauptversinkungsstelle Brühl im Mäander zwischen Immendingen und Möhringen, 12,0 Kilometer
- im Mäander südlich von Fridingen, 19,0 Kilometer

Die Abflussbahnen von Immendingen und der Hauptversinkungsstelle Brühl sind vermutlich weitgehend identisch. Die durchschnittliche Abstandsgeschwindigkeit liegt bei 188 m/h bei einem Gefälle von 14,5 Promille. Für die Versinkung bei Fridingen beträgt die mittlere Abstandsgeschwindigkeit 146 m/h, das Gefälle 7,7 Promille. Da für alle Versinkungsstellen an der Donau mehrere Markierungsversuche durchgeführt worden sind, lässt sich erkennen, dass bei hohen Abflüssen die Fließgeschwindigkeit in den Karstwassergerinnen zunimmt.
Für die Unterlieger an der Donau besonders problematisch sind die sogenannten Vollversickerungstage, bei denen der Donauabfluss unterhalb der Versickerung Brühl nur noch minimal ist. Der erste dokumentierte Vollversickerungstag war 1874, ein Maximum war zwischen 1942 und 1951 mit durchschnittlich 209 Tagen im Jahr erreicht. Danach ging die Zahl der Vollversickerungstage zurück, erreichte zwischen 1992 und 2001 mit durchschnittlich 109 Tagen ein Minimum und stieg dann wieder an. Die Menge des versickernden Wassers kann nicht direkt gemessen werden; möglich sind Berechnungen aus Pegeln oberhalb von Immendingen und unterhalb von Brühl. Demnach versickerten zwischen 1923 und 1944 im Durchschnitt 7,48 m³/s, zwischen 1950 und 1971 (ohne 1970) 5,81 m³/s und zwischen 1973 und 2002 4,68 m³/s.
Der Rückgang der Versickerung in der zweiten Hälfte des 20. Jahrhunderts ist überraschend, da bei fortschreitender Verkarstung eine stetige Zunahme zu erwarten ist. Als mögliche Ursachen werden Klimaveränderungen, zunehmende Versiegelung der Landschaft sowie die Verkrautung der Donau durch die damals erhebliche Gewässerverschmutzung, insbesondere den hohen Phosphatgehalt, genannt. Zudem könnte die Durchlässigkeit des unterirdischen Hohlraumsystems durch Sedimentation herabgesetzt worden sein.

#### Einzugsgebiet des Aachtopfs
Etwa ein Drittel der Schüttung des Aachtopfs stammt aus einem karsthydrologischen Einzugsgebiet, das zwischen 240 und 280 km² groß ist. Es umfasst eine Fläche zwischen dem Aachtopf und der Donau, die durch zahlreiche Markierungsversuche abgegrenzt wurde. Die Grenze des Einzugsgebiets verläuft vom Aachtopf nach Nordwesten zum Neuhewen, biegt dann nach Nordosten ab, folgt ungefähr dem Donaulauf von Immendingen bis Fridingen, umschließt im Osten noch die Ortschaft Worndorf und kehrt dann zum Aachtopf zurück. Bei Markierungsversuchen nördlich der Donau wurden keine Verbindungen zum Aachtopf festgestellt.
Im größten Teil des Einzugsgebiets stehen Schichten des Weißen Juras an. Im Süden ist der Jura inselartig von Juranagelfluh und Unterer Süßwassermolasse überlagert, die ebenso wie die vor allem im Südosten angrenzenden Moränen wasserstauend sind. In diesen Gebieten können sich kleine Wasserläufe bilden, die versickern, wenn sie die Grenze zum Jura überschritten haben. Unterhalb der Versickerungen schließen sich Trockentäler an. Je nach Abflussverhältnissen sind die Versickerungsstrecken unterschiedlich lang; bei starkem Abfluss können die Wasserläufe auch ständig fließende Vorfluter erreichen.

### Markierungsversuche

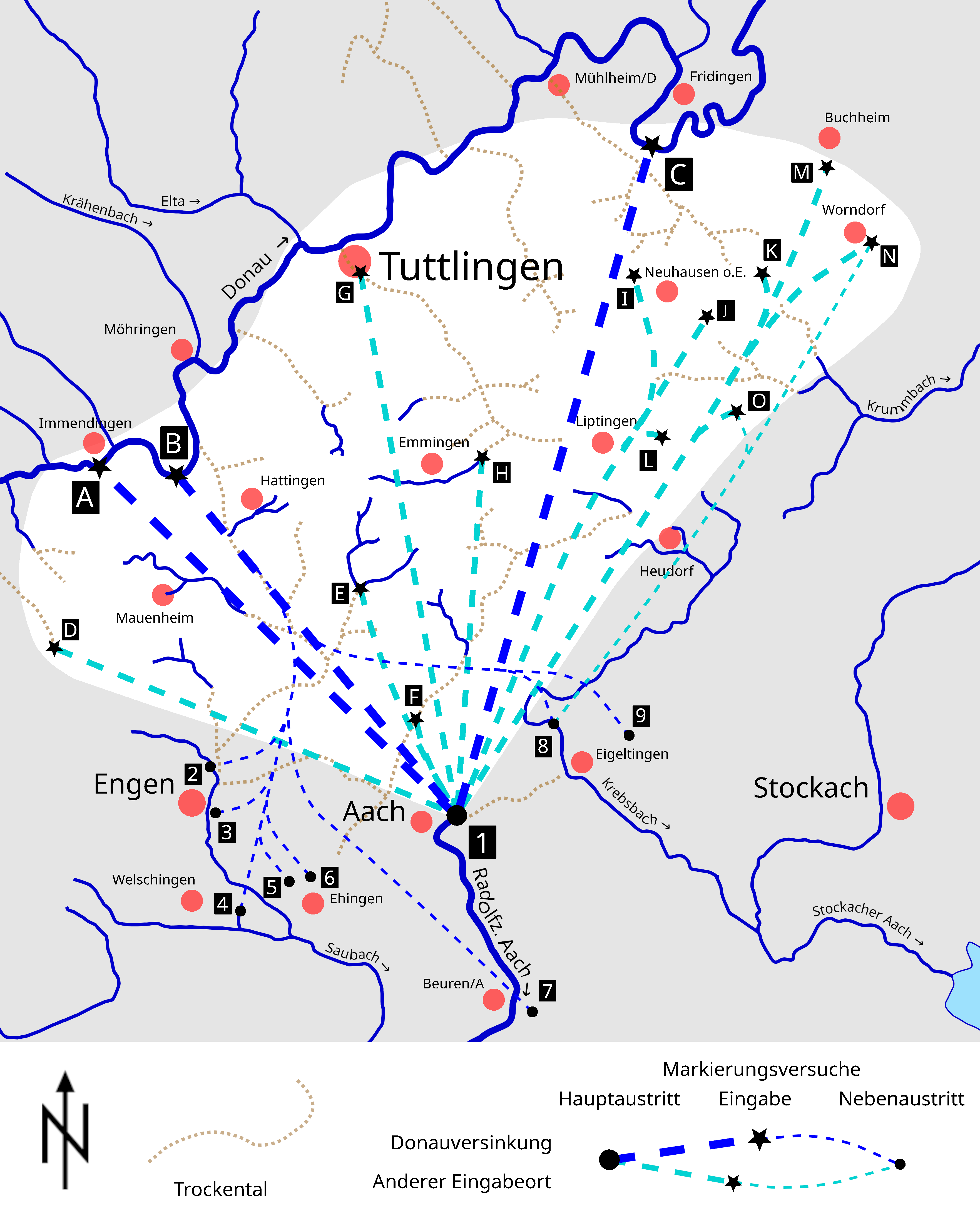
Markierungsversuche im Donau-Aach-System und daraus abgeleitetes karsthydrologisches Einzugsgebiet des Aachtopfs. Markierungen wie  A  sind im Text erläutert.

Markierungsversuche werden in der Hydrogeologie durchgeführt, um den Verlauf einer unterirdischen Entwässerung zu bestimmen. Werner Käß listet in seiner Monographie über das Donau-Aach-System 41 Markierungsversuche auf. Nachfolgende Liste führt die Eingabestellen auf, von denen Verbindungen zum Aachtopf festgestellt wurden. Markierungen wie  A  verweisen auf die Skizze in diesem Abschnitt. Anschließend folgt eine Liste mit Quellen und Wasserfassungen, an denen Nebenaustritte von Markierungsmitteln in Mengen beobachtet wurden, die erheblich unter den Austritten am Aachtopf lagen.
- A  ⊙ Donauversinkung Immendingen
- B  ⊙ Donauversinkung Brühl
- C  ⊙ Donauversinkung Fridingen
- D  ⊙ Doline nördlich des Aussichtspunkts Hegaublick
- E  ⊙ Versickerung im Oberlauf des Saubachs im Kriegertal südöstlich von Biesendorf
- F  ⊙ Versickernder Bach im Wasserburger Tal knapp 3 Kilometer nördlich des Aachtopfs
- G  ⊙, Sickerschacht im Süden von Tuttlingen, in den Hochwasser des Seltenbachs entlastet wird
- H  ⊙ Versickerung des Seltenbachs östlich von Emmingen ab Egg
- I  ⊙ Sickerschacht für den Flugplatz Neuhausen ob Eck
- J  ⊙ Sickerschacht für die Kläranlage von Neuhausen ob Eck
- K  ⊙ Erdfall Harreser an der Bundesstraße 311 zwischen Neuhausen ob Eck und Worndorf mit Versinkung aus unbeständig durchflossenem Graben
- L  ⊙ Entwässerungsschacht einer stillgelegten Tongrube östlich von Liptingen
- M  ⊙ Steinbruch südlich von Buchheim, Klüfte in der Steinbruchsohle
- N  ⊙ Bach, der unterhalb von Worndorf versickert
- O  ⊙ Ponor Wasserfall mit Versinkung mehrerer unbeständig durchflossener Gräben

Der  1  ⊙ Aachtopf war bei allen Markierungsversuchen der Hauptaustrittsort. Bei mehreren Versuchen an der Hauptstelle der Donauversinkung Brühl wurden Nebenaustritte an folgenden Quellen oder Wasserfassungen festgestellt:
- 2  ⊙ Mühlenquelle Engen-Altdorf. Mehrere Quellen an der Gaugelmühle, die früher zur Wasserversorgung genutzt wurden[25]
- 3  ⊙ Tiefbrunnen der früheren Felsenbrauerei am Rand der Engener Altstadt
- 4  Welschingen:
  - ⊙  Die Bleichequelle mit einer mittleren Schüttung von 75 l/s (minimal 40, maximal 120 l/s) liegt in einem Quellteich. Das Wasser stammt zu etwa 60 Prozent aus dem Karst, der Rest aus dem Kieslager.
  - ⊙ Brächle: 1969/70 gebohrter Brunnen 150 Meter nördlich der Bleichequelle mit ähnlichen hydrogeologischen Verhältnissen[26]
- 5  ⊙ Quelle nordwestlich von Ehingen im Hegau beim Gewann Hegisbühl
- 6  ⊙ Bitzenquelle bei Ehingen, frei auslaufende Quelle in Verlängerung des Wasserburger Tals nach Südwesten
- 7  ⊙ Alter Brunnen bei Beuren an der Aach, artesischer Brunnen mit einer Schüttung von 6 bis 8 l/s, erhöhte Temperatur. Das Wasser steigt vermutlich aus Jurakalkstein in circa 80 Meter Tiefe auf.[1]
- 8  Im Krebsbachtal oberhalb von Eigeltingen liegen vier Quellen: Die ⊙ Alte Fassung Eigeltingen ist eine für die Eigeltinger Wasserversorgung gefasste Quelle, die stillgelegt wurde, nachdem festgestellt worden war, dass im Krebsbach unterhalb der Tudoburg versickerndes Wasser über die Quelle austritt. Die ⊙ Obere Kessenlochquelle, die ⊙ Untere Kessenlochquelle und die ⊙ Lochmühlenquelle liegen am linken Hangfuß der Krebsbachtals und haben in ihrer Beschaffenheit viele Gemeinsamkeiten.[27]
- 9  ⊙  Die Salzbahnquelle liegt 1,5 Kilometer nordöstlich von Eigeltingen und hat eine Schüttung von 3 bis 8 l/s. Es wird angenommen, dass das zutage tretende Wasser aus einem Karstwasserstockwerk unterhalb des Donau-Aach-Systems stammt.[28] In der früher zur Trinkwassergewinnung genutzten Quelle traten bei einem Versuch im Jahr 1995 Spuren von Markierungsmittel aus.[29]

Quellen im Krebsbachtal (Alte Fassung und beide Kessenlochquellen) waren ebenfalls Nebenaustritte bei Versuchen im Osten des Einzugsgebiets (Worndorf und Ponor Wasserfall). Dabei erfolgte der Austritt im Aachtopf früher und stärker als im Krebsbachtal, gleichwohl der Aachtopf weiter entfernt ist. Daraus wird gefolgert, dass das Karstwassergerinne zum Aachtopf stärker aufgeweitet ist als das zum Krebsbachtal.
Für die Entwicklung der Markierungstechnik ist das Donau-Aach-System ein klassisches Versuchsgebiet. Hier fand 1877 der erste quantitativ ausgewertete Salzungversuch statt. Im gleichen Jahr wurde erstmals Uranin eingesetzt; 1958 wurde die erste quantitative Uraninanalyse durchgeführt. 1969 wurden bei einem Großversuch im Vorfeld der 2. Internationalen Fachtagung zur Untersuchung unterirdischer Wasserwege mittels künstlicher und natürlicher Markierungsmittel mehrere neue Markierungsmittel erprobt.

### Karstwassergerinne
Der genaue Verlauf der Karstwassergerinne zwischen den Versickerungsstellen und dem Aachtopf sowie den Nebenaustritten ist nicht bekannt. Im Einklang mit den Forschungsergebnissen steht die Vorstellung eines Systems erweiterter Spalten, gangförmiger Höhlen und senkrechter Schächte; letztere führen Wasser aus höheren Stockwerken oder von der Oberfläche zu. Dabei wird das gesamte Einzugsgebiet mehr oder weniger stark von Karstwassergerinnen durchzogen sein. Besonders günstige Voraussetzungen für die Entstehung von Karstwassergerinnen bestehen zwischen Immendingen und dem Aachtopf, da hier zahlreiche Verwerfungen mit herzynischer und rheinischer Streichrichtung vorhanden sind. Diese Richtungen korrespondieren mit der Richtung des Gefälles zwischen den Versinkungsstellen an der Donau und dem Aachtopf.
Bei manchen Markierungsversuchen wurden mehrere Maxima der ausgetretenden Tracermenge festgestellt, was als Hinweis auf einen Abfluss über verschieden lange Strecken angesehen wird.
Die Schichten des Oberen Juras fallen mit rund 3 Prozent nach Süden bis Südosten ein, so dass der Aachtopf in einer stratigraphisch höheren Schicht liegt als alle Versinkungsstellen an der Donau. Auf dem Weg in die höhere Schicht muss das Wasser wenig wasserdurchlässige Mergelschichten überwinden, was sehr wahrscheinlich an Verwerfungen erfolgt.
Bei durchschnittlichen Bedingungen – einer Fließzeit von 90 Stunden und einer Versinkung von 6 Kubikmeter pro Sekunde – bewegen sich im Untergrund zwischen der Hauptversinkungsstelle Brühl und dem Aachtopf rund 2 Millionen Kubikmeter Wasser. Der Geologe Werner Käß schätzt den Speicherraum im gesamten Einzugsgebiet auf etwa 50 Millionen Kubikmeter. Dies entspreche einem Hohlraumanteil von 4 Prozent, einem Wert für gut verkarstete Kalkkörper.
Das Wasser löst in den Karstwassergerinnen jährlich einige 1000 m³ Kalkstein auf. Nach Berechnungen, die die unterschiedliche Härte des Wassers aus der Donau und aus dem Einzugsgebiet berücksichtigen, löst das Wasser aus dem Einzugsgebiet mehr Kalkstein, obwohl es nur ein Drittel zur Aachtopf-Schüttung beiträgt.
Aus Steinbrüchen im Umfeld des Aachtopfs sind als Relikte einer alten Verkarstung Schlotten und Taschen bekannt. Diese alte Verkarstung wird meist ins Alttertiär datiert. Sie wurde funktionslos, als das Gebiet von der Molasse überschüttet wurde. Die Eintiefung des Donautals seit dem Pliozän und die Entstehung der Talrinnen im Hegau seit dem Quartär waren Voraussetzungen für die heutige, junge Verkarstung. Es besteht die Möglichkeit, dass beim Entstehen der jungen Verkarstung ältere Karststrukturen ausgespült und reaktiviert worden sind.

### Schüttung des Aachtopfs
Der Aachtopf ist mit rund 8.000 Liter pro Sekunde die mit Abstand größte Karstquelle Deutschlands. Auch ohne das Wasser aus der Donauversinkung wäre die Quelle wasserreicher als der Blautopf oder die Rhumequelle ohne deren Zufluss aus Flussversinkungen. Die höchste gemessene Quellschüttung war 24.100 l/s (29. September 1927), die niedrigste 1.310 (26. September 1928).
Die Quellschüttung wird über Pegelmessungen unterhalb des Quelltopfs ermittelt. Ein um 1922 eingerichteter Lattenpegel lag in Höhe des oberen Kraftwerks und damit noch oberhalb von vier Nebenaustritten mit einer Gesamtschüttung von 40 bis 120 l/s. Die Quellschüttung wurde gerechnet aus dem einmal täglich gemessenen Abfluss über das Kraftwerk und dem Abfluss am Pegel, der aus der Lattenablesung und der Wasserstands-Abfluss-Beziehung ermittelt wurde. Trotz nicht optimaler Messbedingungen werden die so ermittelten Quellschüttungen als insgesamt zuverlässig bewertet. 1983 wurde der Pegel flussabwärts an einen besser geeigneten Standort zwischen der Einleitung des oberen und der Ausleitung des unteren Kraftwerkskanals verlegt.
| Zeitraum                 | 1922–29 | 1930–39 | 1940–49 | 1950–59 | 1960–69 | 1970–79 | 1980–89 | 1990–99 | 2000–10 (ohne 2002) |
| Mittlere Schüttung [l/s] | 9.490   | 10.170  | 7.120   | 8.070   | 8.100   | 6.790   | 7.330   | 7.570   | 8.250               |

Zwischen den an der Donau versinkenden Wassermengen und der Schüttung der Aachquelle ist ein Zusammenhang erkennbar, allerdings lässt sich der Zusammenhang nicht in einer mathematischen Formel fassen. Durch die sich ändernden Versickerungsmengen an der Donau ändern sich auch die mittlere Schüttung am Aachtopf. Das Deutsche Gewässerkundliche Jahrbuch für 1970 nennt eine mittlere Schüttung von 8590 l/s; für den Zeitraum von 1923 bis 2004 werden 8100 l/s angegeben. Die Landesanstalt für Umwelt Baden-Württemberg als Betreiberin des Pegels in Aach beziffert den mittleren Abfluss mit 7.380 l/s; die Angabe stammt aus einer Regionalisierung von 2016.

## Geschichte

### Wasserkraftnutzung
Die spätere Stadt Aach wurde um 1100 erstmals erwähnt, die Siedlung dürfte aber deutlich älter sein. 1440 verlieh Kaiser Friedrich III. der Stadt das Wasserrecht auf der Aach. Eine städtische Fischerordnung von 1622 lässt auf gewerblichen Fischfang im Fluss schließen.
Statt der heutigen zwei Kraftwerke zeigt der Gemarkungsplan von 1872 vier Wasserkraftnutzungen in Aach: Das 1857 bereits bestehende Hammerwerk lag am Ausfluss des Quelltopfs am Standort eines heutigen Gasthofs. Im bebauten Gebiet folgten die Ober- und die Untermühle. Unterhalb des Ortes lag die Papiermühle, die aus einer Schmiede hervorgegangen war und 1750 bei einem Verkauf erwähnt wurde.
Im Zuge der aufkommenden Industrialisierung gewann die Nutzung der Wasserkraft an Bedeutung. Im Vergleich zu anderen Flüssen der Region war die Wasserführung der Radolfzeller Aach deutlich ausgeglichener; ihr Abflussverhalten wurde maßgeblich von der Schüttung des Aachtopfs geprägt. 1834 wurde die spätere Baumwoll-Spinn- und Weberei Arlen (BSWA) gegründet, die in Arlen die Wasserkraft der Aach nutzte.
Die BSWA kaufte 1894 die Papiermühle in Aach und richtete dort eine Baumwollspinnerei ein, die bis 1963 bestand. 1930 erwarb die BSWA das unterere Kraftwerk, das um 1900 noch unterhalb der Papiermühle an der Gemarkungsgrenze nach Volkertshausen gebaut worden war. Das obere Kraftwerk ging im Oktober 1936 in Betrieb. Der rund 500 Meter lange Oberwasserkanal zweigt vom Quelltopf ab; der Unterwasserkanal unterquert die Aach und mündet unterhalb der markanten Flusskurve in das Gewässer.

### Nutzungskonflikte zwischen Aach- und Donauanliegern
An der Donauversinkung war es offenbar bis in die Mitte des 19. Jahrhunderts üblich, dass Wasserkraftnutzer Schlucklöcher verstopften, um den Abfluss donauabwärts zu verstärken. 1855 untersagte das Bezirksamt Engen Veränderungen an den Schlucklöchern. Ungeachtet dessen wurden in den folgenden Jahrzehnten weiterhin nachts heimlich Schlucklöcher verstopft. Eine unterirdische Verbindung zwischen Donau und Aachtopf war bereits Anfang des 18. Jahrhunderts vermutet worden; der Karlsruher Geologe Adolph Knop konnte die Verbindung 1877 durch den ersten erfolgreichen Markierungsversuch nachweisen.
Mit der ersten Vollversickerung 1874 weitete sich der Konflikt zu einer heftigen Kontroverse zwischen Baden und Württemberg aus. Für Baden brachte die Versickerung Vorteile, für Württemberg Nachteile. Eine Einigung über den Vorschlag Württembergs, 250 Liter pro Sekunde um die Versinkungsstellen am Brühl herum zu leiten, kam nicht zustande.
Im sogenannten Donauversinkungsfall erhob Württemberg vor dem Staatsgerichtshof für das Deutsche Reich im Juni 1925 Klage gegen Baden. Im Juni 1927 urteilte der Staatsgerichtshof in einer Zwischenentscheidung, dass das Völkerrecht in gewissem Umfang auch auf das Verhältnis zwischen deutschen Ländern anwendbar sei; es bestehe ein Gebot gegenseitiger Rücksichtnahme. Die Donauversinkung stufte das Gericht als natürlichen Vorgang ein, beide Länder seien verpflichtet, Veränderungen an den Schlucklöchern zu beseitigen. Der vom Gericht bestellte Sachverständige legte sein Schlussgutachten im September 1933 vor; zu diesem Zeitpunkt existierte der Staatsgerichtshof infolge der Machtübertragung an die Nationalsozialisten nicht mehr.
Die zunehmende Gewässerverschmutzung führte dazu, dass nach der Bildung des Landes Baden-Württemberg die Pläne zum Bau einer Umleitung in Form des Immendinger Stollens verwirklicht wurden. Der 1972 in Betrieb genommene Stollen wird gemäß den Vorgaben aus dem Planfeststellung genutzt, um bei Niedrigwasser zwischen April und November Wasser um die Versinkungsstellen am Brühl zu leiten.

## Dokumentation
- Die schwarze Donau: Ein Fluss verschwindet. Dokumentation unter Regie von Axel Nixdorf im Auftrag des ZDF unter Zusammenarbeit mit Arte, Bewegte Zeiten Filmproduktion GmbH, 50 Minuten, Deutschland 2009. Deutsche Erstausstrahlung am 29. April 2010 auf ARTE.
- Wasser: Die Umwege des geringsten Widerstands. Wissenschaftsmagazin von Radio SRF. Erstausstrahlung am 8. August 2020. Redaktion: Katharina Bochsler; Autorin: Katrin Zöfel.